# Нірав Моді
Нірав Моді (англ. Nirav Modi; рос. नीरव मोदी; 27 лютого 1971) — індійський ювелір, підприємець, засновник компанії «Nirav Modi Global Diamond Jewellery House» і торгової марки «Nirav Modi».

## Біографія
Нірав Моді народився в Паланпурі, штат Гуджарат, але виріс в Антверпені, Бельгія. Його сім'я займається алмазним бізнесом протягом кількох поколінь. Його дід Кешавалла Моді проживав у Ченнаї та Сінгапурі. Коли Ніраву було 19 років, він і його батько Діпак Моді переїхали у Мумбаї, щоб працювати у справі свого дядька. Його дядько — Мехул Чоксі, голова групи Gitanjali Group, роздрібна ювелірна компанія з 4000 магазинами по всій Індії.
Він навчався у Вортонській школі при Пенсильванському університеті. Під час навчання він зустрів свою майбутню дружину Амі, дочку алмазного магната.
Моді створив власний бренд Nirav Modi з магазинами в 16 найбільших містах світу і ювелірну компанію Firestar Diamond, річна виручка якої становила $2,3 млрд. У списку індійських мільярдерів за версією Forbes у 2017 році Моді займав 85-е місце.
Ювелірні роботи Нірава Моді прикрашали обкладинки каталогів Christie's і Sotheby's і були популярними серед голлівудських зірок. Їх носили актриси Кейт Вінслет, Тараджі Генсон і Пріянка Чопра, причому остання є обличчям бренду Nirav Modi.
У лютому 2018 року індійське Центральне бюро розслідувань відкрило справу проти Нірава Моді за заявою Пенджабського національного банку про шахрайство. Згідно зі справою, деякі топ-менеджери банку відкрили для Моді та його сім'ї можливість безлімітного кредитування на сім років за підробленими гарантійними листами. Загальна сума кредитів становила близько $1,8 млрд, що дорівнює приблизно 1/3 капіталу банку. За рішенням суду були арештовані деякі активи Моді. Також, після початку розслідування, різко впала вартість акцій компаній Нірава Моді. Сукупний капітал, яким володів Моді, знизився з $1,73 млрд до $100 млн. Сам Моді з сім'єю та родичами виїхав з країни. У квітні 2018 року він переховувався у Гонконзі, а у червні прибув до Великої Британії, де попросив політичного притулку.